# Прісноводні заболочені ліси півдня Нової Гвінеї
Прісноводні заболочені ліси півдня Нової Гвінеї (ідентифікатор WWF: AA0121) — австралазійський екорегіон тропічних та субтропічних вологих широколистяних лісів, розташований на півдні Нової Гвінеї.

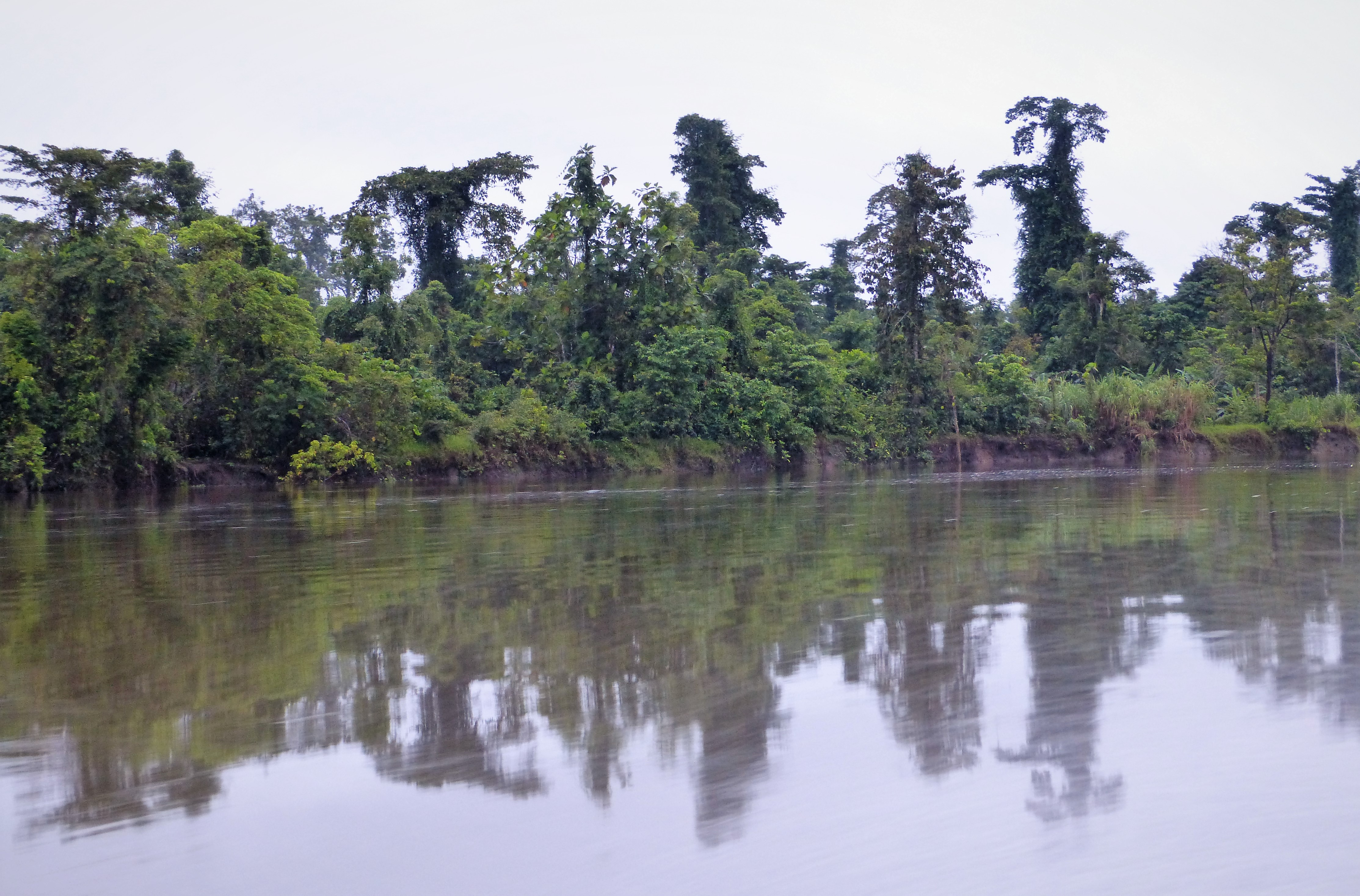
Річка Флай в Папуа Новій Гвінеї

## Географія
Екорегіон прісноводних заболочених лісів півдня Нової Гвінеї охоплює заболочені території, що простягаються уздовж південного узбережжя Нової Гвінеї — другого за площею острова світу, розділеного між Індонезією та Папуа Новою Гвінеєю. Великі масиви заболочених лісів розташовані вздовж узбережжя затоки Берау на півдні півострова Фогелькоп, розташованого на північному заході Нової Гвінеї, вздовж узбережжя Арафурського моря на південно-західному узбережжі Нової Гвінеї, зокрема на сусідніх островах Йос-Сударсо і Коморан, та вздовж узбережжя затоки Папуа на південно-східному узбережжі Нової Гвінеї. Крім того, великі масиви заболочених лісів розташовані у внутрішніх низинах на півдні острова, в басейнах великих річок, що стікають з гір Центрального хребта на південь, зокрема в басейні Флаю та його великих приток Стрікленду і Ок-Теді, та в басейні Дігулу. На південь від місця злиття річок Стрікленд та Флай в межах екорегіону розташоване озеро Мюррей — найбільше озеро Папуа Нової Гвінеї та всієї Австралазії.
В більш сухих рівнинних районах на півночі заболочені ліси екорегіону переходять дощові ліси Фогелькопу та Ару та у рівнинні дощові ліси півдня Нової Гвінеї, а на крайньому півдні Нової Гвінеї — у савани та луки Транс-Флаю. На узбережжях півдня Нової Гвінеї, між заболоченими лісами та морським узбережжям, поширена смуга новогвінейських мангрів.

## Клімат
В межах екорегіону домінує екваторіальний клімат (Af за класифікацією кліматів Кеппена). Хоча опадів в регіоні випадає менше, ніж на більшій частині решти Нової Гвінеї, низинний рельєф та великі повноводні річки призводять до затоплення цього екорегіону під час сезону дощів.

## Флора
В межах екорегіону зустрічаються різноманітні рослинні угруповання — від трав'яних і очеретяних боліт до заболочених саван, рідколісь і лісів. Близько 32 % території регіону займають прісноводні заболочені ліси, 28 % — луки і савани, а 13 % — торф'яно-болотні ліси. Решту території займають вологі дощові ліси, плантації та інші сільськогосподарські угіддя.
Основними рослинними угрупованнями екорегіону є прісноводні заболочені ліси, які ростуть у заплавах річок та періодично затоплюються водою. На відміну від торф'яно-болотних лісів, органічний осад тут не накопичується, утворюючи потужний шар торфу, а вимивається річковою водою. Проточна вода робить ґрунти в заплавах менш кислими, ніж у торф'яно-болотних лісах. Структура прісноводних заболочених лісів може різнитися від густої до відкритої, а рівномірний лісовий намет в них розташований на висоті 20-30 м над землею.
У прісноводних заболочених лісах екорегіону переважають короткочерешкові кампносперми (Campnosperma brevipetiolatum), вухаті кампносперми (Campnosperma auriculatum), жолобчасті терміналії (Terminalia canaliculata), східні науклеї (Nauclea orientalis) та різні види сизигіумів (Syzygium spp.), а також мускатники Холлрунга (Myristica hollrungii) у дельтах великих річок. В середньому ярусі цих лісів поширені сагові пальми (Metroxylon sagu) та різні види панданів (Pandanus spp.). Сагові пальми частіше домінують у районах, які затоплюються прісною водою, а пандани — у гирлах річок, де вода більш солонувата. В підліску заболочених лісів та на трав'яних болотах поширені високі трави, зокрема південна леєрсія (Leersia hexandra), колюча мулова трава (Pseudoraphis spinescens), а також різні види очерету (Phragmites spp.) та цукрової тростини (Saccharum spp.).
У сезонно затоплюваних саванах та рідколіссях, поширених у басейнах Флаю та Стрікленду, домінують вогнестійкі каєпутові дерева (Melaleuca cajuputi). Також у саванах екорегіону зустрічаються східні науклеї (Nauclea orientalis), розлогі караллії (Carallia brachiata), різні види кампносперм (Campnosperma spp.), сизигіумів (Syzygium spp.) та чайних дерев (Melaleuca spp.). У дельтах великих річок до них також доєднуються різні види терміналій (Terminalia spp.), олстоній (Alstonia spp.), баррингтоній (Barringtonia spp.), панданів (Pandanus spp.), мускатників (Myristica spp.) та хурми (Diospyros spp.).

## Фауна
В межах екорегіону зустрічається 50 видів ссавців — передусім сумчастих, дрібних гризунів та рукокрилих. Серед поширених в регіоні ссавців слід відзначити майже ендемічних бурих деревних валлабі (Dorcopsis muelleri), сірих лісових валлабі (Dorcopsis luctuosa), колючих бандикутів Мензіса (Echymipera echinista), довгоносих мозаїкохвостих щурів (Paramelomys levipes), мозаїкохвостих щурів Лоренца (Paramelomys lorentzii), сірих кущових мишей (Pogonomelomys brassi), великих криланів (Pteropus neohibernicus) та малих трубконосих криланів (Nyctimene draconilla), а також велетенських білохвостих щурів (Uromys caudimaculatus) та золоточеревих боброщурів (Hydromys chrysogaster). Ендеміками екорегіону є флайські водяні пацюки (Leptomys signatus).
Орнітофауна екорегіону нараховує близько 340 видів птахів, серед яких слід відзначити нелітаючого шоломного казуара (Casuarius casuarius), найбільшого птаха Австралазії, а також австралійського великонога (Megapodius reinwardt), галагаза-раджу (Radjah radjah), австралійського пінона (Ducula spilorrhoa), новогвінейського пастушка (Megacrex inepta), молуцького багновика (Amaurornis moluccana), лісову бушлю (Zonerodius heliosylus), чубату чепуру (Ardea plumifera), молуцького орла (Aquila gurneyi), папуанського луня (Circus spilothorax), плямисту сову-голконога (Ninox connivens), папуанського калао (Rhyticeros plicatus), мангрового рибалочку (Ceyx pusilla), папуанського альціона (Todiramphus nigrocyaneus), лісового альціона (Todiramphus macleayii), папуанського папугу (Eclectus polychloros), веселкового лорікета (Trichoglossus haematodus), червоноголового лоріто (Geoffroyus geoffroyi), новогвінейську піту (Pitta novaeguineae), світлоокого медолюба (Glycichaera fallax), червоноголову медовичку (Myzomela erythrocephala), рогодзьобого медівника (Philemon buceroides), малого медівника (Philemon meyeri), білогорлого мієлєро (Conopophila albogularis), папуанського пітогу (Pitohui uropygialis), буру вивільгу (Oriolus szalayi), новогвігнейську сорочицю (Cracticus cassicus), лісового біловуха (Peltops blainvillii), північну віялохвістку (Rhipidura rufiventris), малу віялохвістку (Rhipidura rufidorsa), біловусу віялохвістку (Rhipidura maculipectus), чароптаха (Seleucidis melanoleucus), великого оздобника (Ptiloris magnificus), чорну манукодію (Manucodia ater), вохристого монарха (Monarcha rubiensis), маскового монарха (Monarcha melanopsis), рудошию міагру (Myiagra ruficollis), блискучоперу міагру (Myiagra alecto), строкатого корольця (Poecilodryas hypoleuca), мангрового корольця (Peneothello pulverulenta), золотощокого міно (Mino dumontii) та малинову амадину-рубінчика (Neochmia phaeton).
Ендеміками екорегіону є білочереві пітогу (Pseudorectes incertus), а майже ендемічними його представниками — західні короначі (Goura cristata), бордововолі короначі (Goura sclaterii), південні короначі (Goura scheepmakeri), зелені лорі (Chalcopsitta scintillata), великі дивоптахи (Paradisaea apoda), перлисті мунії (Mayrimunia leucosticta), чорні мунії (Lonchura stygia) та світлочереві мунії (Lonchura nevermanni)

## Збереження
Оцінка 2017 року показала, що 8583 км², або 9 % екорегіону, є заповідними територіями. Природоохоронні території включають: Національний парк Лоренц, Природний заповідник Пулау-Долок та Природний заповідник Кумбе в Індонезії, а також Природний заповідник річки Стрікленд в Папуа Новій Гвінеї. У 1999 році Національний парк Лоренц був внесений до списку Світової спадщини ЮНЕСКО.